# Saint-Wandrille-Rançon
Saint-Wandrille-Rançon ist ein Ortsteil von Rives-en-Seine, eine Commune déléguée mit 1.149 Einwohnern (Stand 1. Januar 2022) und eine ehemalige französische Gemeinde im Département Seine-Maritime in der Region Normandie. Die Gemeinde gehörte zum Arrondissement Rouen und zum Kanton Notre-Dame-de-Gravenchon (bis 2015: Kanton Caudebec-en-Caux). Die Einwohner werden Wandrégésiliens genannt. 
Mit Wirkung vom 1. Januar 2016 wurden Saint-Wandrille-Rançon und die Gemeinden Caudebec-en-Caux und Villequier zur Commune nouvelle Rives-en-Seine zusammengelegt.

## Geografie
Saint-Wandrille-Rançon liegt etwa 25 Kilometer westnordwestlich von Rouen an der Seine.

## Bevölkerungsentwicklung
| 1962                      | 1968  | 1975  | 1982  | 1990  | 1999  | 2006  | 2013  |
| ------------------------- | ----- | ----- | ----- | ----- | ----- | ----- | ----- |
| 1.061                     | 1.106 | 1.261 | 1.184 | 1.151 | 1.172 | 1.179 | 1.196 |
| Quelle: Cassini und INSEE |       |       |       |       |       |       |       |

## Sehenswürdigkeiten
- Benediktinerkloster Saint-Wandrille (früher: Kloster Fontenelle), um 649 erbaut, teilweise Ruine, seit 1862/1914 Monument historique
- Kirche Saint-Michel in Saint-Wandrille aus dem 13. Jahrhundert
- Kirche Notre-Dame in Rançon
- Kapelle Saint-Saturnin
- Kapelle Notre-Dame
- Mühle in Rançon

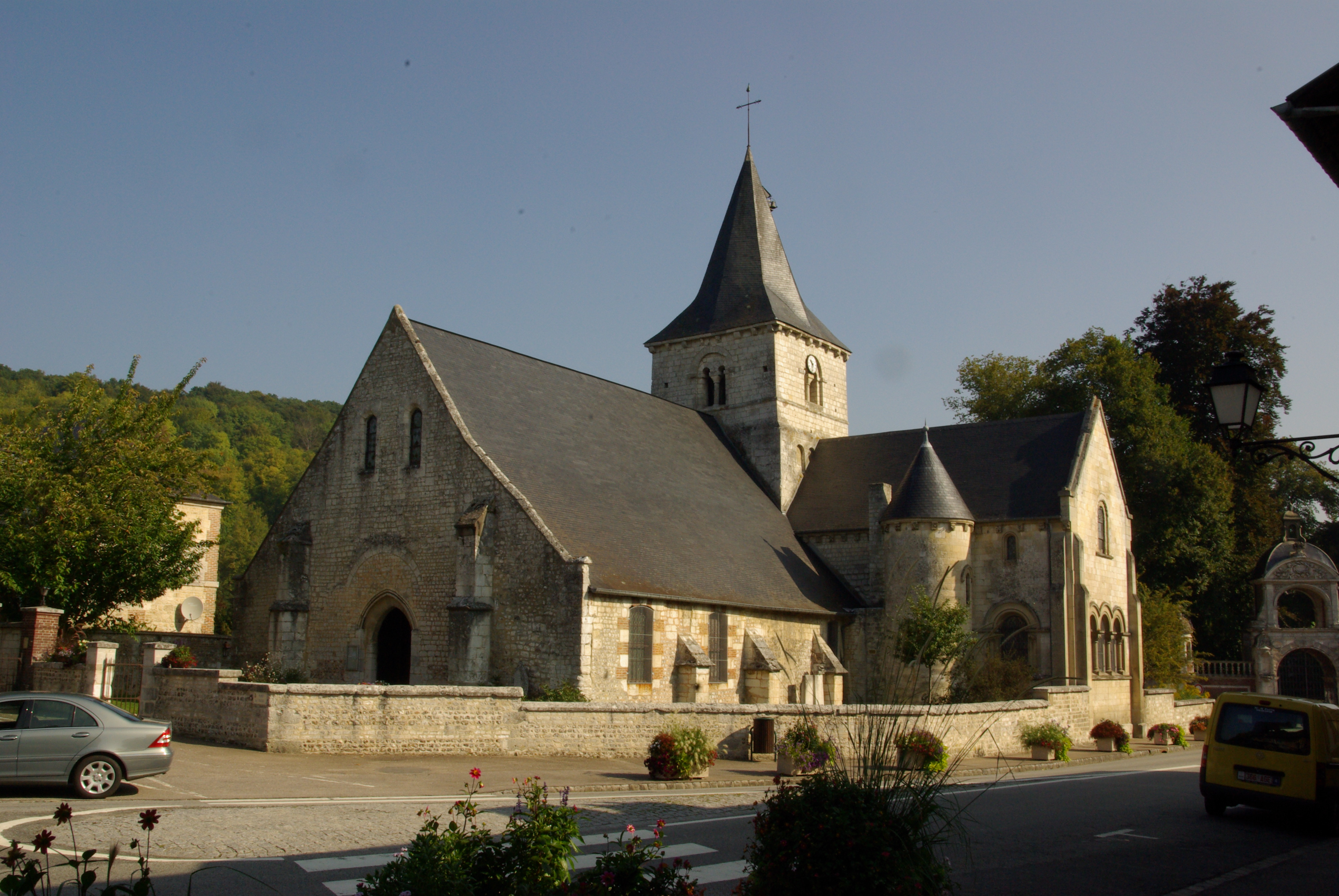
Kirche Saint-Michel
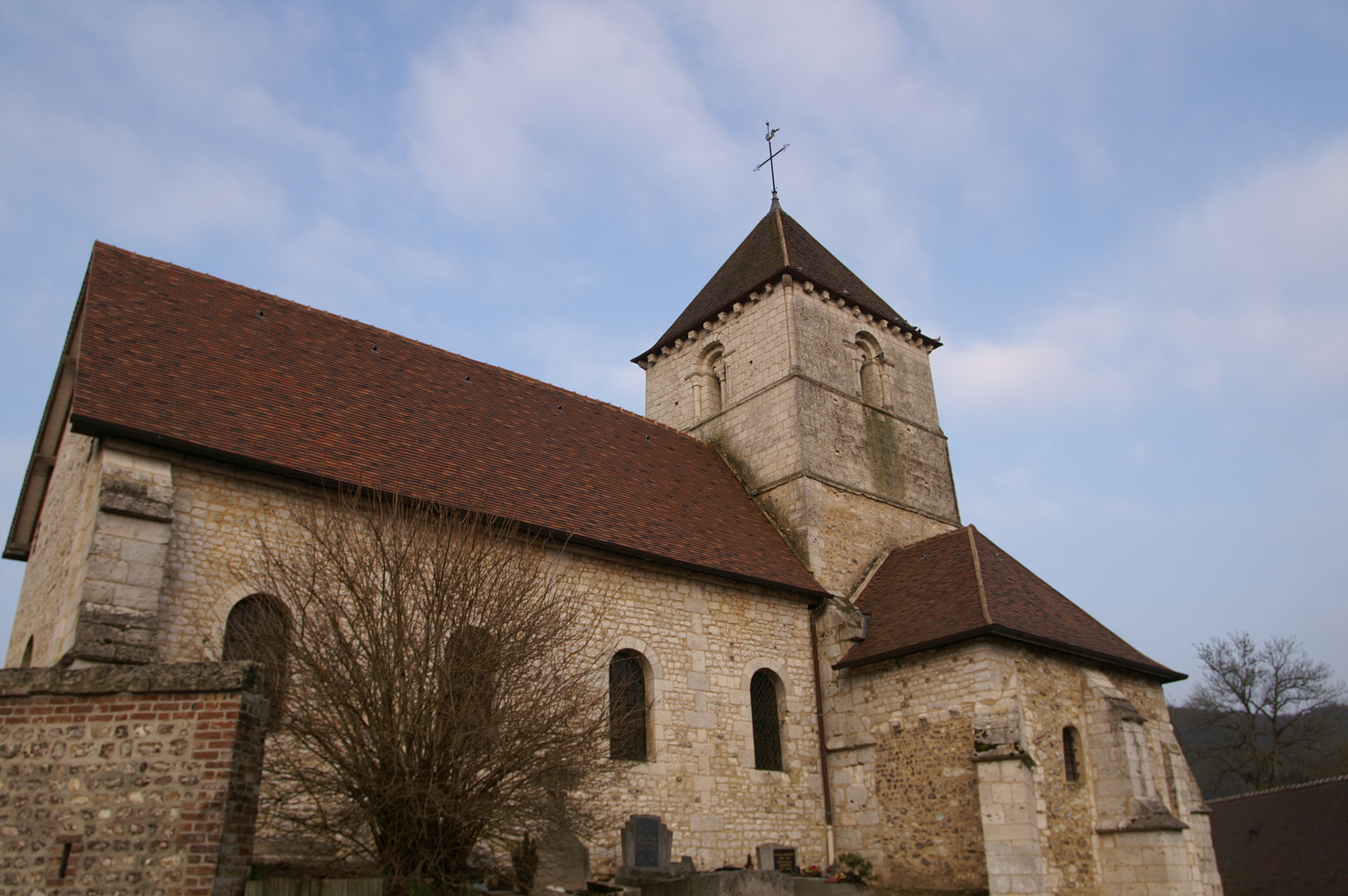
Kirche Notre-Dame

## Persönlichkeiten
- Wandregisel (um 600–668), Missionar und Klostergründer, Heiliger (Saint-Wandrille)